# Cerdeira e Moura da Serra
Cerdeira e Moura da Serra (llamada oficialmente União das Freguesias de Cerdeira e Moura da Serra) es una freguesia portuguesa del municipio de Arganil, distrito de Coímbra.

## Historia
Fue creada el 28 de enero de 2013 en aplicación de una resolución de la Asamblea de la República de Portugal promulgada el 16 de enero de 2013 con la unión de las freguesias de Cerdeira y Moura da Serra, pasando su sede a estar situada en la antigua freguesia de Cerdeira.

## Demografía
| Gráfica de evolución demográfica de Cerdeira e Moura da Serra entre 2011 y 2021 |
|                                                                                 |
| Datos según el nomenclátor publicado por el INE portugués.                      |